# کشور خفاش
«اکشور خفاش» (به انگلیسی: Bat Country) نام ترانه ای از گروه هوی متال آمریکایی اونجد سون‌فولد از آلبوم شهر شیطان است. گروه اونجد سون فولد برای اجرای این آهنگ برنده بهترین گروه جدید راک در مراسم جایزه موزیک ویدئوی ام‌تی‌وی شد. از این ترانه به عنوان موفق ترین ترانه این گروه نام برده است. این ترانه در بازی های ویدئویی نبرد سینت‌ها ۲ ، NHL06، گیتار هیرو، راک باند و تپ تپ استفاده شده است. همچنین تیتراژ فیلم سینمایی خانه مامان بزرگ ۲ بوده است. این ترانه با فروش بیش از 500 هزار نسخه گواهی نامه طلایی را در گواهی‌نامه انجمن صنعت ضبط آمریکا بدست آورده است.